# Autovía A-77a
La autovía A-77a o Vía Urbana Alicante-San Vicente es una autovía urbana de la ciudad de Alicante. Sirve como circunvalación de San Vicente del Raspeig y une las autovías A-70 y A-77.

## Futuro de la A-77a
Se espera que la autovía se transforme en vía urbana para un mejor acceso entre sus dos laterales.

## Salidas
La autovía comienza a partir del kilómetro 1, mientras que en el trazado anterior a éste se encuentra una carretera desdoblada con una rotonda a modo de vía urbana.
| Número de Salida | Señales | Nombre de Salida                    | Carretera que enlaza |
| ---------------- | ------- | ----------------------------------- | -------------------- |
|                  |         | Valencia - Benidorm -Alicante       | A-70                 |
|                  |         | San Vicente del Raspeig Universitat | CV-825               |
|                  |         |                                     |                      |
| 1                |         | San Vicente del Raspeig             |                      |
|                  |         | Valencia - Alcoy                    | A-77                 |